# Sébastien Agius
Pour les articles homonymes, voir Agius (homonymie).
Sébastien Agius, né le 2 mars 1983 à Nice dans les Alpes-Maritimes, est un auteur-compositeur-interprète français. Il est le gagnant de la première saison de X Factor, télé-crochet franco-belge diffusé en 2009.

## Biographie
Sébastien Agius intègre le conservatoire à rayonnement régional de La Réunion pour y apprendre la flûte traversière. Il décroche son diplôme d'études supérieures spécialisées au terme de trois années d'étude à l'École Supérieure du Spectacle à Paris, il est également assistant pédagogique dans cet établissement,. En 2003, il participe aux auditions de la première saison de Nouvelle Star sans être retenu.
Dès 2002, il tourne avec le spectacle Gospel pour 100 voix pendant plusieurs années,. Il joue dans diverses comédies musicales, il tient le premier rôle en 2006 dans Le Petit Chose, inspiré par le roman homonyme. Il est le Prince dans La Petite Fille aux allumettes tiré du conte homonyme, sous la direction de Christian Schittenhelm, qui bénéficie d'une sortie vidéo,. En 2007, il foule les planches de La Petite Sirène,. Cette comédie musicale bénéficie de la sortie d'un album. Il interprète Petit Louis dans Piaf je t'aime à l'Olympia. Il met en musique un spectacle de Christian Pagès intitulé Page Blanche, Page Grise, Page Bleue. En 2007, il crée la comédie musicale Hé l'artiste !.
En 2009, le chanteur passe les auditions à Rennes de la première saison de X Factor et devint l'un des finalistes. Après trois mois, il remporte le 28 décembre 2009 la finale de ce télé-crochet franco-belge diffusé sur W9 et sur RTL-TVI,.
À la suite de cette victoire,, le niçois signe un contrat avec Jive Epic, label musical français de la maison de disque Sony Music. En avril 2010, Sébastien Agius s'engage dans une tournée en France et en Belgique avec les finalistes de X Factor,.
Son premier single officiel est Ma Chance, publié en mars 2010 et accompagné d'un clip tourné sur les toits de Paris,. Selon certains journalistes musicaux, le titre Haven't Met You Yet de Michael Bublé est une source d'inspiration pour ce single. Son premier album, également intitulé Ma Chance sort en août 2010,, et trois singles en sont extraits,. Il signe ou cosigne dix des douze chansons de ce disque. Il se termine par un titre partagé avec la chanteuse américaine Amy Keys (en), qui a déjà accompagné Phil Collins et Johnny Hallyday. Le producteur est Franck Rougier. Simon Caby et Michel Jourdan participent à l'écriture de certains titres. Les ventes de la galette se révèlent décevantes,. Extraite de cet album, la chanson Les blessures qui ne se voient pas est reprise en 2013 par Florent Mothe. Ce dernier la classe en 79e position dans le classement français et no 6 (tip) en Belgique. L'interprète est en duo avec Priscilla Betti sur l'album Chante ! BO saison 5 édité par Jive Epic et France Télévisions Distribution. Sébastien Agius apparaît également dans la série télévisée musicale Chante ! diffusée sur France 2.
Il intègre ensuite la troupe de Dracula, l'amour plus fort que la mort, spectacle musical de Kamel Ouali,. Le chanteur double les rôles de Sorci et de l'Ange, respectivement interprétés par Gregory Deck et Florent Torres,. La production musicale est récompensée par un Globe de Cristal en 2012. L'album tiré de la comédie musicale atteint la 25e position dans le classement français et la 48e en Belgique. Il enchaîne avec le rôle de Maximilien de Robespierre dans 1789 : Les Amants de la Bastille,, lauréat d'un Globe de Cristal en 2013. Lors de la conception du spectacle, Sébastien Agius est annoncé tenant le rôle de Jean Sylvain Bailly, astronome et premier Maire de Paris. Ce personnage ne sera pas retenu. Sébastien Agius fait partie des interprètes du single Pour la peine, classé à la 21e position en Belgique et à la 36e en France. Ce dernier est sorti le 27 février 2012, suivi du clip dévoilé le 2 mars 2012. Dans les charts nationaux, l'album se classe no 7 en France, no 6 en Belgique et no 77 en Suisse. TF1 Vidéo édite un DVD et un disque Blu-ray. Parallèlement, le niçois donne un concert à L'Européen le 17 décembre 2012, soutenu par cette même troupe et accompagné sur scène notamment par Roxane Le Texier, Tatiana Matre et Louis Delort.
Sébastien Agius joue dans les séries Une histoire, une urgence et Petits secrets entre voisins en 2014. La même année, il double Gabriel dans La Famille Bélier. Il interprète la voix chantée du personnage joué à l'écran par Ilian Bergala. Fauve Hautot apparaît dans le clip de son single Ce qui nous tient. Pour le court métrage Je suis fidèle sorti en 2016, il est chargé du montage son et en compose la musique de film.
Parallèlement, il fonde le duo Louyena avec Roxane Le Texier,. Tous deux membres de la troupe de 1789 : Les Amants de la Bastille, ils participent à l'édition 2014 des Restos du cœur belges. Le duo sort l'EP Encore demain,. Il est auteur-compositeur-interprète sur ses cinq chansons. Il partage l'écriture des textes avec Roxane Le Texier sur quatre titres et avec Bertrand Agot sur If I Go Somewhere. Ils se produisent lors d'une tournée nommée Liberty Tour. En 2016, Louyena est sélectionné pour la cinquième saison de The Voice,. Ils chantent Waiting for Love d'Avicii et rejoignent l'équipe de Garou. Ils ne sont pas retenus au terme des épisodes nommés battles. Toujours en 2016, Sébastien Agius intègre la treizième saison de Plus belle la vie où son personnage séduit celui joué par Éléonore Sarrazin,. La même année, il participe à une tournée en Corée du Sud de Mozart, l'opéra rock. Il remplace Merwan Rim à la suite d'une blessure au genou. En 2017, il fait partie de la distribution en tant que soliste de Disney en concert, des représentations classiques accompagnées de l'Orchestre Symphonique Européen et de ses quatre-vingt musiciens.
En 2018, il annonce la sortie de quatre EP composés chacun de quatre titres. Ces EP représentent les quatre saisons de l'année, les quatre saisons que traverse un homme. Printemps (Seasons of Me) est disponible depuis le 22 mars 2018. Été (Seasons of Me) est le suivant le 21 juin 2018. Trois mois plus tard, Automne (Seasons of Me) est également disponible et Hiver (Seasons of Me) clôture le cycle le 21 décembre. Ces quatre disques forment un album. Intitulé Seasons of Me, cet album sort le 22 mars 2019.
En 2020, il écrit, compose et met en scène son spectacle musical Alphanoïde réunissant à une trentaine d’artistes sur scène et mêlant tableaux visuels dansés et chantés.

## Discographie

### Singles
- 2010 : Ma Chance
- 2010 : Je marche en moi
- 2011 : Si tu veux de moi
- 2014 : I Am a Bird
- 2014 : Ce qui nous tient
- 2014 : From China with love
- 2018 : Aléas
- 2018 : Like a recall

## Filmographie
- 2010 : Chante ! (TV) - acteur
- 2013 : L'Engagement 1.0 de Stéphane Guénin - interprète du générique I Am a Bird
- 2014 : Une histoire, une urgence (TV) épisode Un mariage en péril - acteur
- 2014 : La Famille Bélier d'Éric Lartigau - voix chantée de Gabriel, interprète de Je vais t'aimer, Je vole
- 2014 : Petits secrets entre voisins (TV) épisode Une mère absente - acteur : Marco
- 2016 : Je suis fidèle, court métrage de Barbara Laurent et Roxane Le Texier - compositeur
- 2016 : Plus belle la vie (TV) saison 13 - acteur : Julien Cayrol

## Spectacles musicaux
- 2005-2007 : La Petite Fille aux allumettes d'après Hans Christian Andersen, direction et production de Christian Schittenhelm : le Prince. Tournée française et Monaco
- 2005-2007 : Le Petit Chose d'après Alphonse Daudet, direction de Christian Schittenhelm : premier rôle
- 2007 : Hé l'artiste ! création collective, dont Sébastien Agius : composition, arrangements, mise en scène et chorégraphie
- 2007-2008 : Piaf, je t'aime : Petit Louis. Olympia, tournée puis reprise au Cirque d'hiver
- 2007-2008 : La Petite Sirène d'après Hans Christian Andersen, adaptation de Christian Schittenhelm, mise en scène Sébastien Savin : le Prince. Théâtre de Paris et tournée en France
- 2007-2009 : Fashion ou l'enfer d'Eurydice, chorégraphie de Charly Moser : Orphée et composition de musiques du spectacle. Bercy festival international de danse, tournée en France, La Cigale
- 2011-2012 : Dracula, l'amour plus fort que la mort d'après Bram Stoker, mise en scène de Kamel Ouali : doublure de Sorci et de l'Ange. Palais des Sports, tournée française et belge.
- 2012-2013 : 1789 : Les Amants de la Bastille mise en scène et chorégraphie de Giuliano Peparini, conception de Dove Attia et Albert Cohen : Maximilien de Robespierre. Palais des Sports, tournée française, belge et suisse.
- 2016 : Mozart, l'opéra rock, mise en scène d'Olivier Dahan, production de Dove Attia et Albert Cohen : titulaire aubergiste et clown, doublure Antonio Salieri. Corée du Sud